# Fade to Black
Fade to Black és una pel·lícula estatunidenca de comèdia de terror psicològica del 1980 escrita i dirigida per Vernon Zimmerman, i protagonitzada per Dennis Christopher, Eve Brent i Linda Kerridge. També hi apareixen Mickey Rourke i Peter Horton en papers petits. L'argument segueix un cinèfil tímid i solitari que s'embarca en una matança contra els seus opressors mentre es fa passar per personatges clàssics del cinema.

## Trama
Eric Binford és un jove buit, fumador compulsiu, socialment incòmode i desagradable que també és un addicte obsessionat pel cinema, i el seu amorl per les pel·lícules antigues s'estén molt més enllà del seu treball a Los Angeles en un  magatzem del distribuïdor de pel·lícules i interminables projeccions de pel·lícules a la nit al seu dormitori. Pels seus amplis coneixements, ha estat assetjat pels seus amics i familiars. La seva singular obsessió es converteix finalment en psicosi després de creuar-se amb Marilyn O'Connor, una model australiana i semblant a Marilyn Monroe que es converteix en l'encarnació física dels seus desitjos cinematogràfics.
Després que Marilyn defensi sense voler a Eric a la seva primera cita, Eric es torna homicidament desequilibrat, transformant-se en una galeria de personatges clàssics del cinema, com ara Dràcula, la mòmia i Hopalong Cassidy, i es proposa destruir els seus opressors, començant per la seva tia Stella, abusiva ex-ballarina ara amb cadira de rodes, empenyent la seva cadira de rodes per una escala fins a la seva mort (reproduint una escena de Kiss of Death (1947) i fent que això sembli un accident. Eric assisteix al seu funeral vestit de Tommy Udo (el paper de Richard Widmark de la pel·lícula esmentada).
Llavors Eric es disfressa de comte Dràcula per assistir a una projecció de mitjanit de La nit dels morts vivents (1968) en un cinema local. Després, irromp amb Marilyn a la dutxa mentre buscava un autògraf en una escena directament extreta de Psicosi (1960); s'escapa i apunta a una treballadora sexual que l'havia insultat abans. Ella ensopega, cau i es mata i Eric li llepa la sang dels dits.
L'Eric es desenganxa cada cop més de la realitat a mesura que avança la pel·lícula i el seu comportament antisocial en públic es torna més erràtic i violent. Unes quantes nits més tard, Eric es disfressa de vaquer Hopalong Cassidy, quan dispara i mata a Richie, un company de feina eixelebrat que es mofava d'ell amb regularitat i el pegava després d'acceptar una aposta que l'Eric va guanyar. Poc després, Eric es disfressa de La mòmia i fa que el seu cap mesquí i vindicatiu, el senyor Berger, pateixi un atac cardíac mortal mentre treballa de nit al seu magatzem de distribució.
Finalment, Eric es disfressa de gàngster Cody Jarrett (d' Al roig viu (1949) i mata un cineasta mediocre anomenat Gary Bially, que va robar la seva idea com a pròpia per a un proper llargmetratge inspirat en  Alí Babà i els quaranta lladres (que s'anomenarà "Alabama i els quaranta lladres") en una barberia a plena llum del dia, cosa que finalment revela la seva identitat. L'Eric finalment es dirigeix cap a Marilyn, amb l'esperança d'atraure-la al seu costat.
Investigant els assassinats hi ha un psicòleg criminal anomenat Dr. Jerry Moriarty, que intenta trobar un patró per als assassinats i trobar l'Eric, per ajudar-lo o aturar-lo, amb l'ajuda d'una amiga policia que ha descobert que la tia Stella d'Eric és en realitat la seva mare. La investigació de Moriarty es veu obstaculitzada pel seu propi cap mesquí i desagradable, el capità Gallagher, que intenta aturar la investigació de Moriarty perquè Gallagher vol prendre tot el mèrit de trobar l'assassí ell mateix.
Tot això porta a Eric a atraure Marilyn a un estudi de fotografia on la droga per recrear una escena d' El príncep i la corista (1957) que s'interromp quan el Dr. Moriarty arriba, i Eric es veu obligat a córrer amb Marilyn al seu costat. Això condueix al Grauman's Chinese Theatre on la policia dispara al boig Eric al terrat de l'edifici mentre recrea l'escena de la mort de Cody Jarrett a Al roig viu. Llavors Eric cau del terrat fins a la seva aparent mort a la vorera.

## Repartiment
- Dennis Christopher com a Eric Binford
- Tim Thomerson com el Dr. Jerry Moriarty
- Gwynne Gilford com a oficial Anne Oshenbull
- Norman Burton com a Marty Berger
- Linda Kerridge com a Marilyn O'Connor
- Morgan Paull com a Gary Bially
- James Luisi com el capità M.L. Gallagher
- Eve Brent Ashe com a tia Stella Binford
- John Steadman com a Sam
- Marcie Barkin com a Stacy
- Mickey Rourke com a Richie
- Peter Horton com a Joey
- Melinda O. Fee com a Eve Christopher

## Producció
Un treball per amor al director (que va declarar que no era una pel·lícula de terror en una entrevista després de la seva estrena), fou protagonitzada per Dennis Christopher que havia participat el 1979 a la guanyadora de l'Oscar Primera volada, i la peça de conjunt de Robert Altman de 1978 A Wedding. La pel·lícula també va protagonitzar l'actriu australiana Linda Kerridge (per a qui Yablans va reescriure el guió després de conèixer-la en una festa un any abans) a causa de la seva semblança amb Monroe, però després va caure en l'obscuritat. 'actriu Gwynne Gilford estava embarassada durant la producció i va donar a llum després que s'acabés a la futura estrella de cinema Chris Pine.
La novel·lització de la pel·lícula va ser escrita per Ron Renauld.

## Llançament

### Taquilla
Estrenat als Estats Units el 17 d'octubre de 1980 Fade to Black no va tenir èxit comercial al seu país d'origen però va ser més popular a França. Va recaptar aproximadament 15 milions de dòlars arreu del món.

### Demandes
A finals de desembre de 1980, els US Film Office de Northbrook (Illinois), i William Boyd Enterprises de Beverly Hills, Califòrnia van presentar demandes per infracció dels drets d'autor contra Fade to Black, al·legant que els cineastes no van autoritzar adequadament l'ús de clips de pel·lícules de Hopalong Cassidy. La demanda va al·legar que el retrat de Cassidy a la pel·lícula va retratar Boyd i el seu personatge amb "menyspreu i ridícul" i va demanar una ordre judicial per retirar la pel·lícula de les sales.

### Resposta crítica
A Rotten Tomatoes, la pel·lícula té una puntuació d'aprovació del 45% basada en 11 ressenyes, amb una mitjana ponderada de 4,9/10.
Roger Ebert del Chicago Sun Times va atorgar a la pel·lícula 3/4 estrelles, qualificant-la de "un thriller estrany, desigual i generalment intrigant" mentre que Time Out wrote, "va escriure: "La pel·lícula aspira a un homenatge, és cert, però les seves referències també són massa òbvies."
L'autor i crític de cinema Leonard Maltin va concedir a la pel·lícula 1,5 de 4 estrelles, escrivint que la pel·lícula era "[una] idea interessant arruïnada per una violència excessiva, [i] una mala actuació de Christopher."
La pel·lícula va ser nominada a diversos Premis Saturn (Christopher al millor actor, Zimmerman al millor director i a la millor pel·lícula de terror), amb Eve Brent guanyadora a la millor actriu secundària. També va guanyar la màscara de bronze al Taormina Film Fest.

### Mitjans domèstics
Va ser llançada en vídeo domèstic de VHS el 26 de setembre de 1996 per Media Home Entertainment.
Va ser llançada per primera vegada en DVD el 24 d'agost de 1999 per Anchor Bay Entertainment. Va ser llançada en Blu-ray per primera vegada el 27 de novembre de 2020 per Vinegar Syndrome.